# Edyl
Edyl (łac. aedilis) – urzędnik w starożytnym Rzymie.
Nazwa "edyl" pochodzi od słowa aedes (świątynia), jako że początkowo edylowie urzędowali w świątyni Ceres, stanowiącej jeden z najważniejszych ośrodków kultowych plebejuszy – znajdowały się przy niej skarbiec i archiwum wspólnoty plebejskiej. Właściwy urząd edyla powstał w 494 p.n.e., w tym samym czasie, gdy plebejusze wywalczyli prawo powoływania trybunów ludowych. Edylowie byli urzędnikami przydzielonymi do pomocy trybunom. Początkowo mianowali ich sami trybunowie, a następnie corocznie wybierały ich comitia tributa.
Początkowo było tylko dwóch edylów plebejskich (aediles plebis). W 367 roku p.n.e. utworzono urząd patrycjuszowskich edylów kurulnych (aediles curules), również w liczbie dwóch. Urząd edyla kurulnego powstał dlatego, że edylowie plebejscy nie mogli podołać finansowo organizowaniu igrzysk. Wybierano ich tak, jak edylów plebejskich – na komicjach trybusowych, na roczną kadencję – ale jedynie spośród patrycjuszy.
Edylowie kurulni mieli prawo do honorów urzędników wyższych – krzesła kurulnego (sella curulis) i toga praetexta – togi z szerokim purpurowym szlakiem. Po jakimś czasie do edylatu kurulnego dopuszczono plebejuszy.
Zakres władzy edylów kurulnych i plebejskich był zbliżony – tworzyli oni jednolite kolegium. Do ich obowiązków należały nadzór nad porządkiem i bezpieczeństwem w mieście, nad pracami publicznymi i budowlanymi (cura urbis), nadzór nad aprowizacją Rzymu (cura annonae), organizacja igrzysk. Edylowie kurulni byli dodatkowo uprawnieni do wydawania edyktów porządkowych i sprawowania jurysdykcji handlowej. Edylowie kurulni organizowali, na zlecenie Senatu, Ludi Romani i Ludi Megalenses. Czynności urzędowe edylowie sprawowali przy pomocy aparatu urzędowego, każdy w przydzielonej mu dzielnicy miasta.
W 44 p.n.e. Juliusz Cezar powołał jeszcze jedną parę edylów, tak zwanych aediles cereales, zajmujących się dostawami zboża do Rzymu oraz regulacją rynku.
Na liście senatorów (album) byli edylowie (aedilicii) zajmowali pozycje po byłych konsulach (consulares) i byłych pretorach (praetorii).

## Edylowie poza Rzymem
Urząd edyla istniał także poza Rzymem – w koloniach i municypiach powoływani byli aediles duumviri, aediles quattuorviri itp., w niektórych miastach italskich sprawujący najwyższą władzę.